# Lepisiota arnoldi
Lepisiota arnoldi är en myrart som först beskrevs av Auguste-Henri Forel 1913.  Lepisiota arnoldi ingår i släktet Lepisiota och familjen myror.

## Underarter
Arten delas in i följande underarter:
- L. a. arnoldi
- L. a. mota